# Збройні сили Швейцарії
Збройні сили Швейцарії — військове формування, структура якого побудована на кадрово-міліційних засадах. Командувач — генерал-лейтенант Томас Сюслі .

## Історія
Ще 500 років тому, після Базельського миру 1499 року, який остаточно визнав незалежність швейцарських кантонів від Священної Римської імперії, Швейцарія заявила про політику нейтралітету у майже всіх війнах, що на той час точилися, а тому вона мала самостійно формувати збройні сили задля збереження власних кордонів. Слід зауважити, що окремі кантони ще довгий час продовжували поставляти підрозділи професійно підготовлених найманців до армій володарів континентальної Європи; цю багатовічну традицію сьогодні уособлює швейцарська гвардія Ватикану, яка охороняє резиденцію Папи Римського. Політика невтручання у європейські війни була припинена у 1798 році після фактичного захоплення Наполеоном Швейцарії, яка лише формально залишалася незалежною державою. Чотири полки швейцарської піхоти узяли участь у війні 1812 року з Росією; вони проявили себе з найкращої сторони, прикриваючи переправу через Березину Великої Армії Наполеона .  
Із завершенням Наполеонівських війн у 1814 році розпочав свою роботу Віденський конгрес, на якому держави-переможниці вирішували долю спустошеної кровопролитними війнами Європи. Одним із результатів конгресу стало визнання статусу постійного нейтралітету оновленої Швейцарської конфедерації,— 8 (20) листопада 1815 року у Парижі був підписаний «Акт щодо визнання та гарантії постійного нейтралітету Швейцарії та недоторканності її території». Цей документ став основою для подальшого швейцарського державотворення на принципах нейтралітету визнаного усіма ведучими європейськими державами у постнаполеонівській архітектурі європейської безпеки. Швейцарія не брала участі в Першій та Другій світових війнах. Вона не приєдналася до НАТО під час Холодної війни. Армія цієї країни не брала й не бере участі в будь-яких військових операціях за межами Швейцарії, окрім миротворчих місій ООН та Організації з безпеки і співробітництва в Європі, та слугує виключно для оборони суверенітету Швейцарської Конфедерації.

## Особливості швейцарської армії
Швейцарія одна з небагатьох країн Європи де досі існує загальна військова повинність. Професійні солдати,— кадрові офіцери та унтерофіцери, становлять близько 5 відсотків військовослужбовців армії Швейцарії, яка за експертними оцінками підтримує загальну чисельність на рівні 200 тисяч.
Всі фізично придатні чоловіки Швейцарії віком з 20 до 34 років призиваються на військову або альтернативну цивільну службу яка триває 18-21 тиждень, а потім проходять щорічну перепідготовку яка триває 3 тижні до тих пір поки не відслужать певну кількість днів (в середньому ці щорічні повернення до армії тривають 7 років). При тому військовозобов'язані після служби зберігають зброю вдома. Головним обґрунтуванням такого порядку є потреба швидкої мобілізації – у межах 24-48 годин.
Жінки служать на добровільній основі. Після реформ 1960-х років, армія Швейцарії складається із трьох складових: аусцуг або регулярна армія, де служать чоловіки віком до 34 років; ландвер, в якому служать чоловіки віком 34-42 років; і ландштурм, де служать чоловіки віком в 43-50 років. На озброєнні швейцарської армії знаходяться 200 танків, 200 самохідно-артилерійських установок, 175 бойових, навчально-бойових та транспортних літаків тощо. Військовий бюджет Швейцарії становить $4,83 млрд..

## Галерея

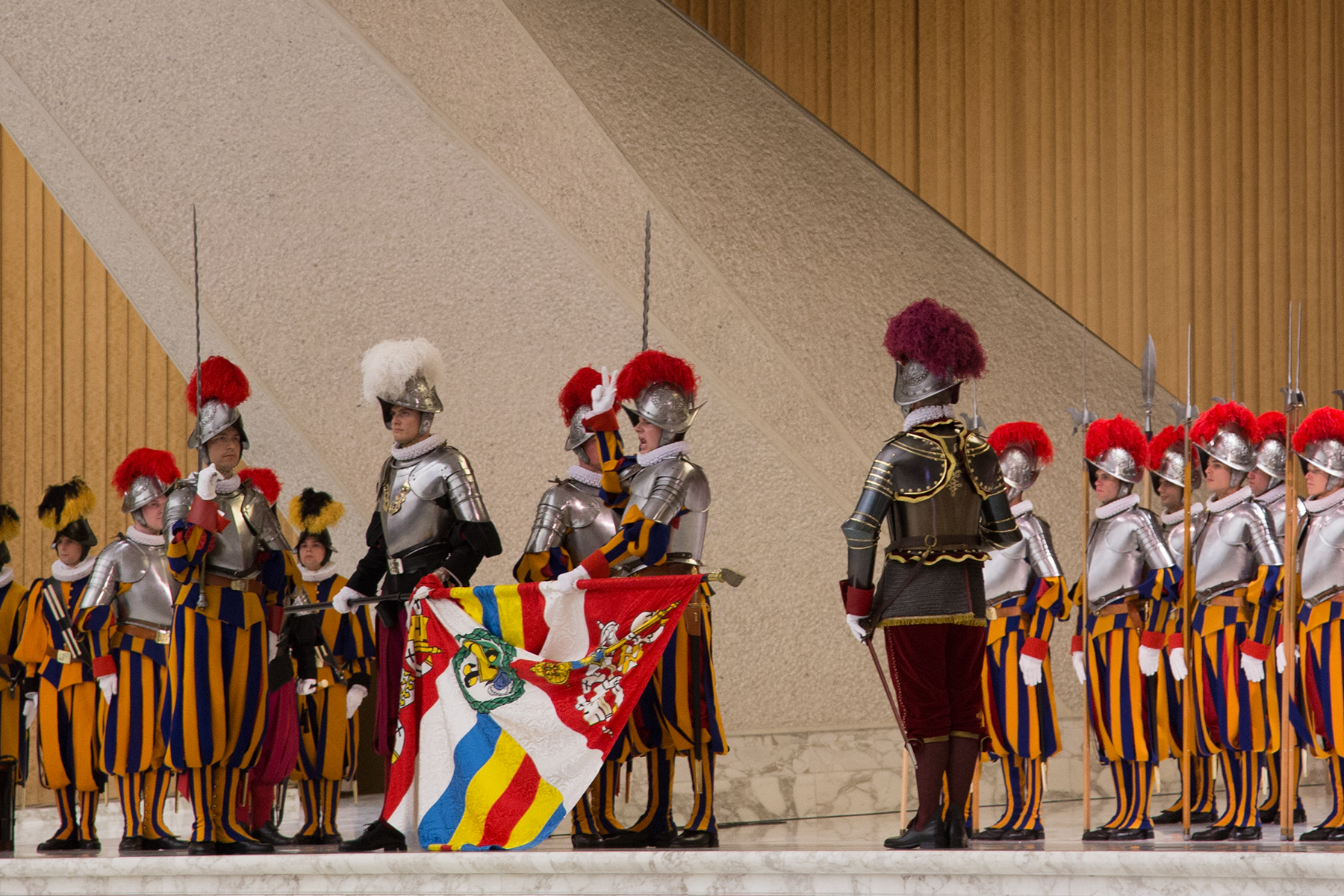
Присяга Швейцарської гвардії Ватикану
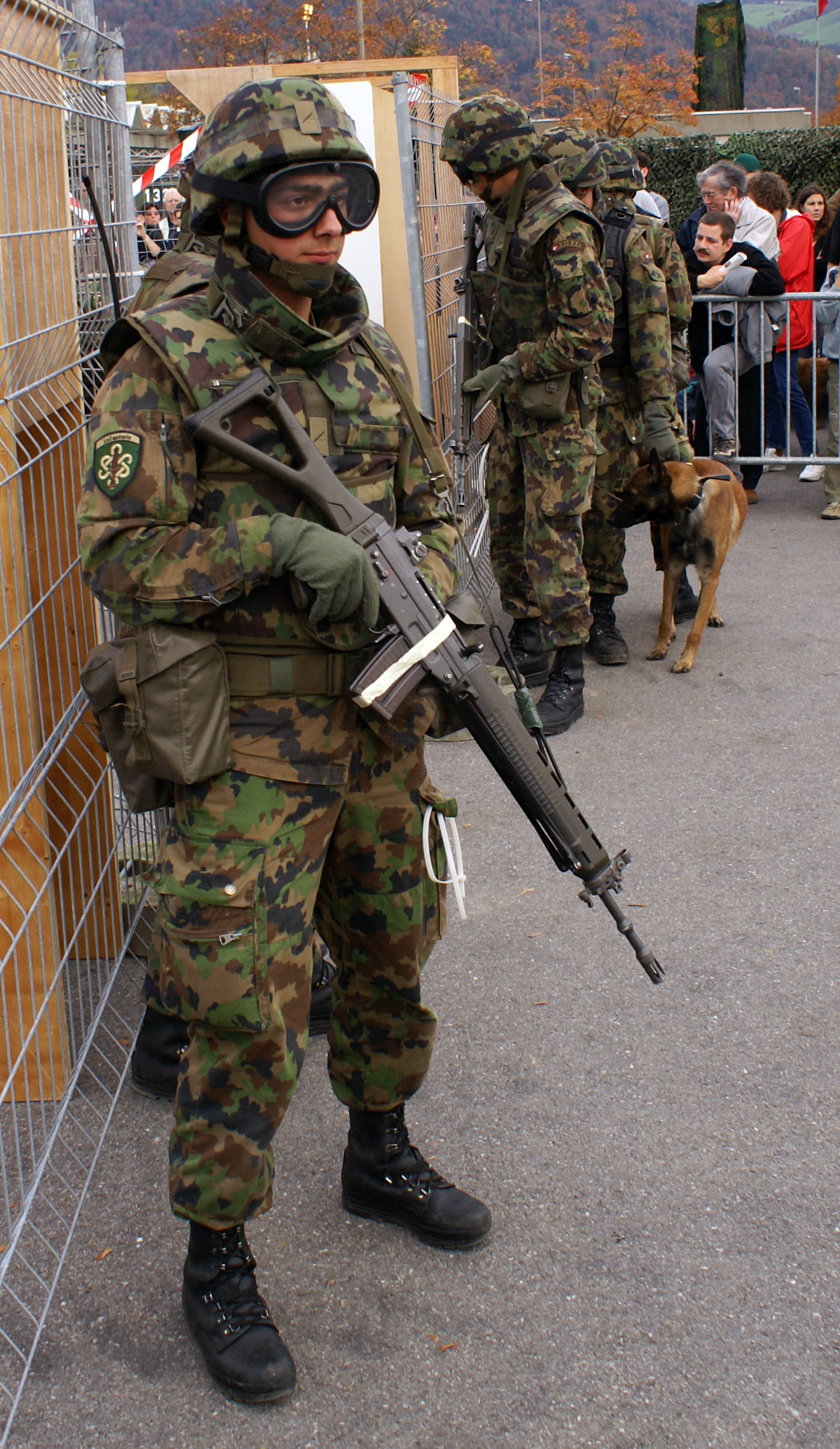
Швейцарський солдат у бойовому спорядженні
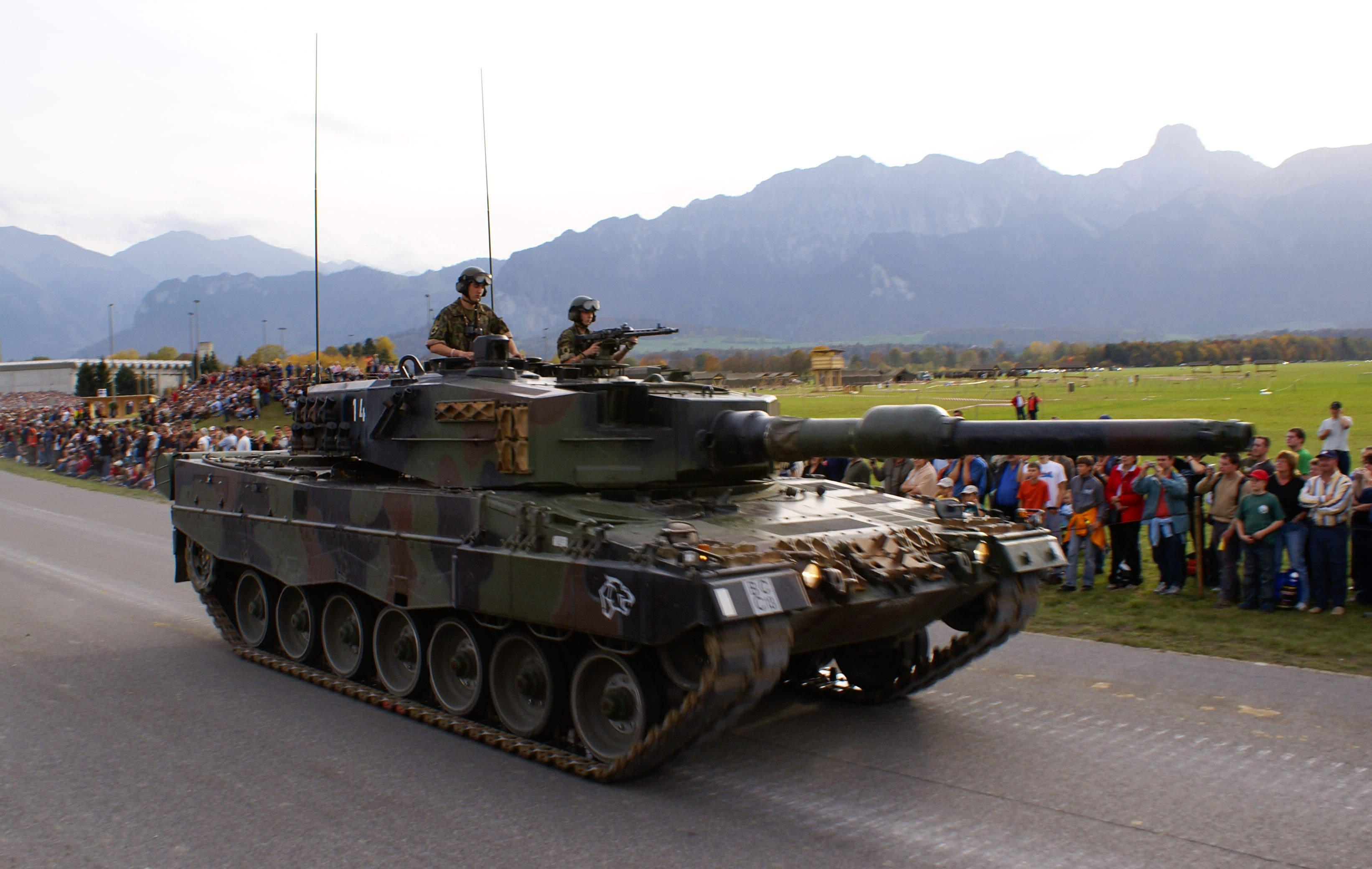
Leopard 2 ЗС Швейцарії
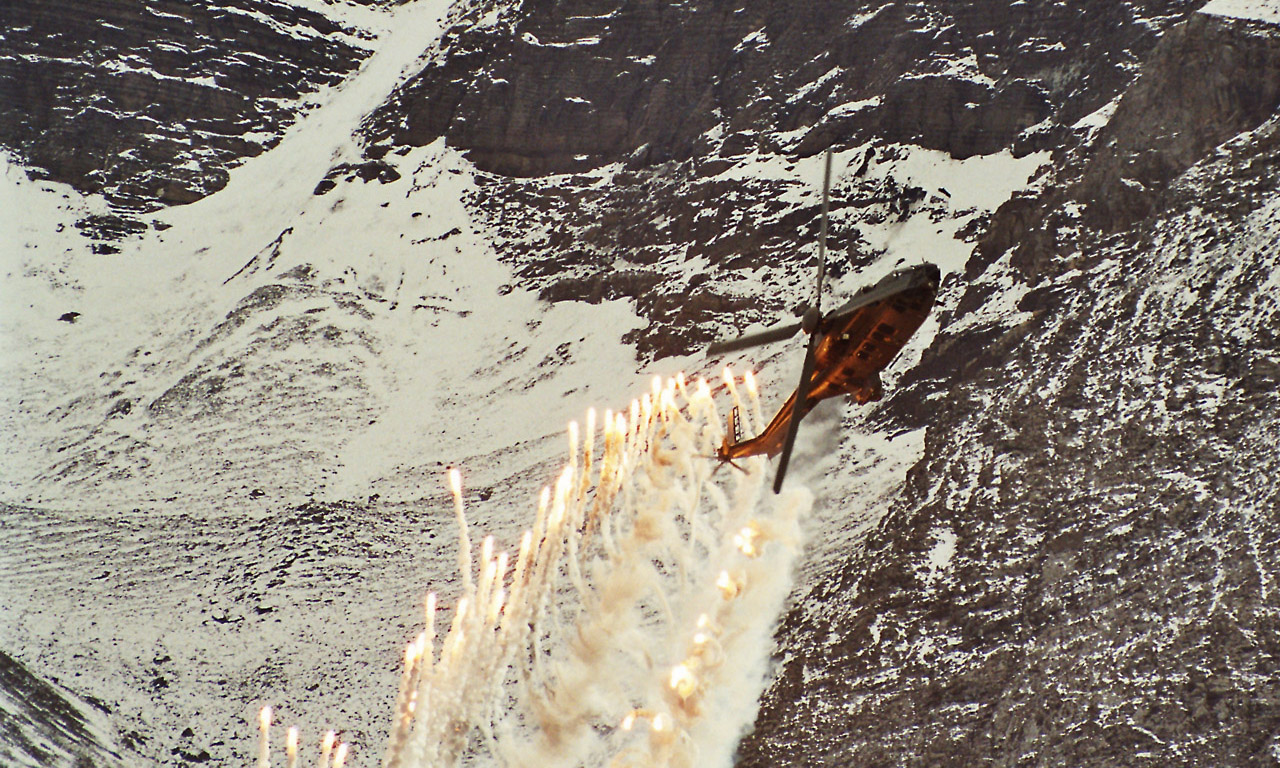
Гелікоптер ВПС Швейцарії встановлює теплові пастки
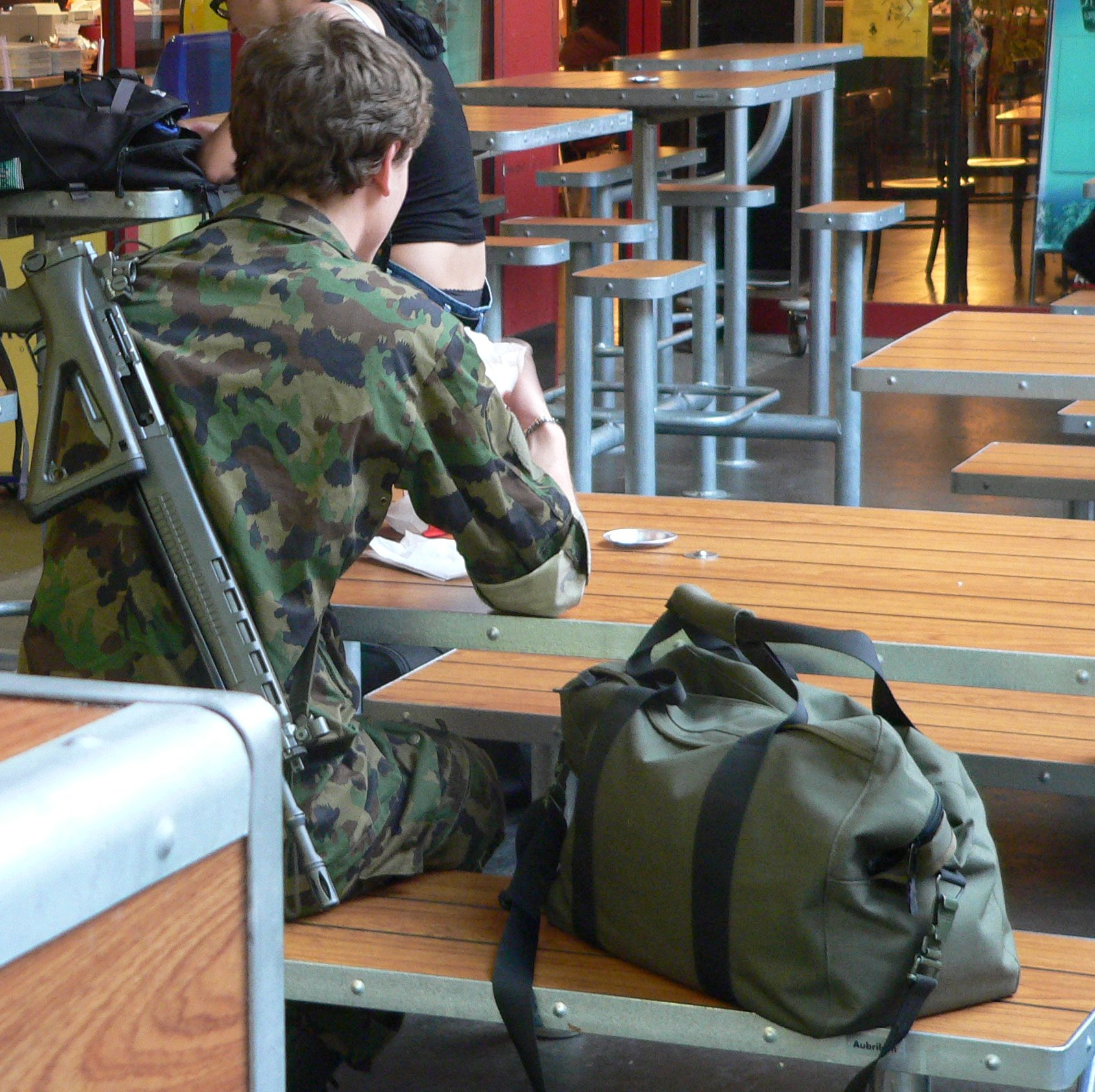
Солдат Швейцарської армії зі зброєю повертається на службу після вихідних